# Rui Mendes Paula
Rui Mendes Paula (Lisboa, 1924 - Lagos, 1996) foi um arquitecto português.

## Biografia

### Nascimento e formação
Nasceu na cidade de Lisboa, em 1924. Formou-se em arquitectura pela Escola Superior de Belas-Artes de Lisboa, e frequentou um curso de Verão em Cambridge, no Reino Unido, o Town and Country Planning School, em 1959.

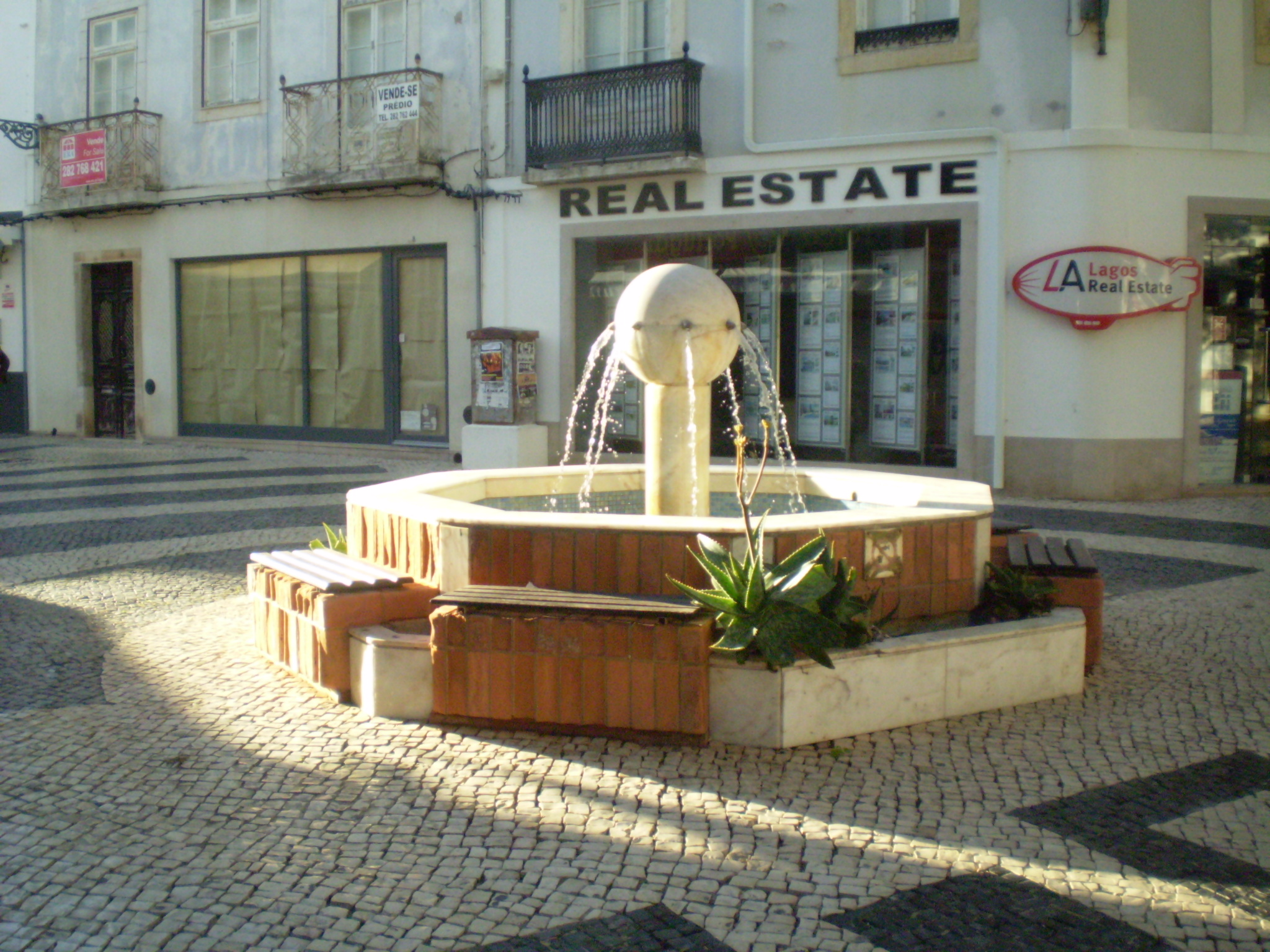
Fonte das Oito Bicas.

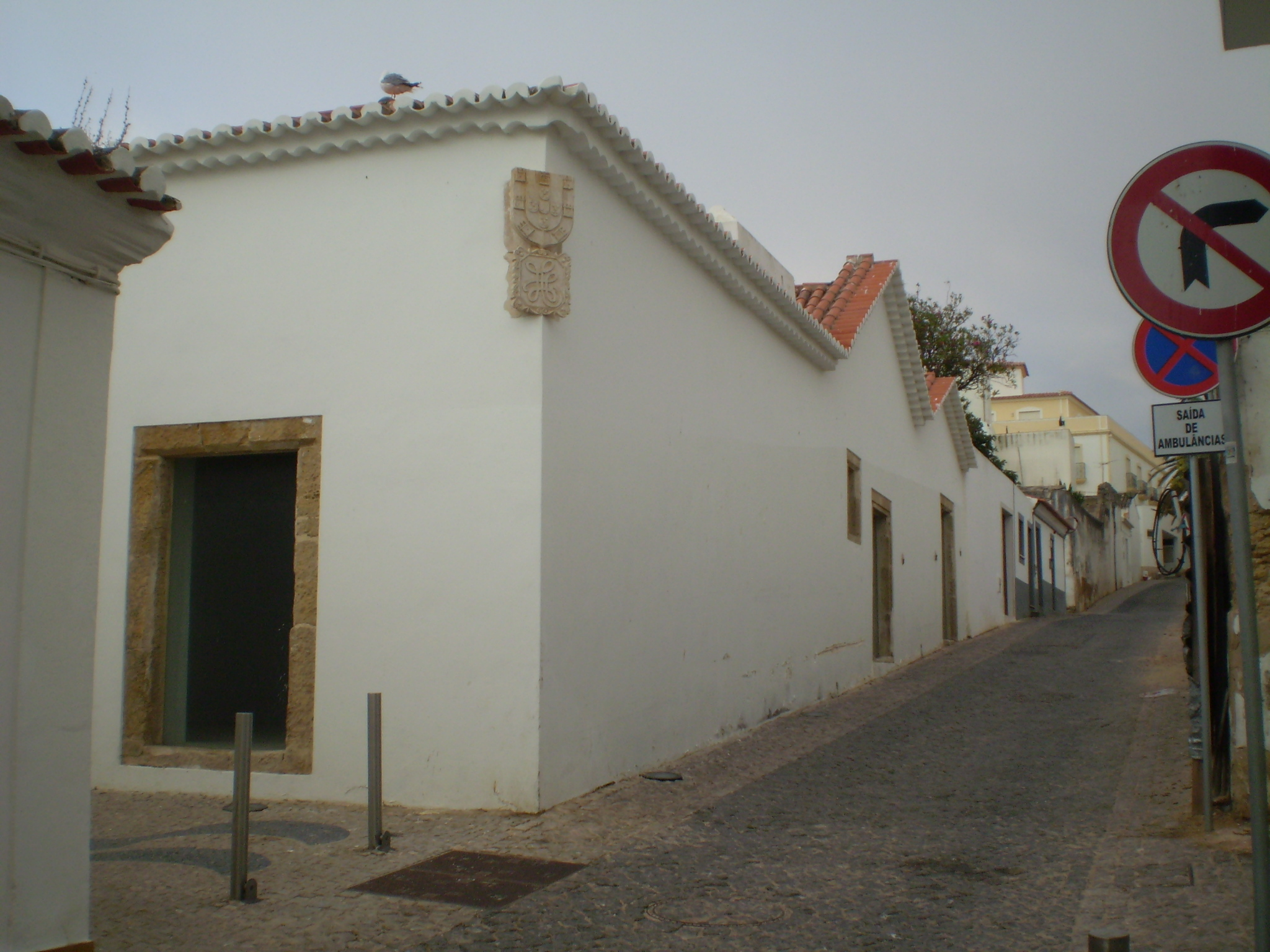
Casa do Espingardeiro.

### Carreira profissional
Em 1961, foi membro da delegação portuguesa do Comité de l' Habitat da Comissão Económica das Nações Unidas para a Europa, e delegado à Assembleia Geral da União Internacional dos Arquitectos.
Dirigiu vários serviços municipais e governamentais, como o de Estudos e Projectos do Fundo de Fomento à Habitação, nos primeiros anos deste órgão, e o de Planeamento do Gabinete Técnico de Habitação da Câmara Municipal de Lisboa (GTH).
Foi um dos dirigentes do Sindicato Nacional dos Arquitectos.
Como delegado da União Internacional dos Arquitectos, organizou o concurso internacional para o planeamento da Ilha de Porto Santo, e fez parte do júri em vários concursos públicos.
Após a Revolução de 25 de Abril de 1974, estabeleceu-se como Comissário do Governo para o Planeamento do Algarve, e organizou e foi director do Gabinete de Planeamento da Região do Algarve.
Organizou e dirigiu, para a Câmara Municipal de Lagos, o Gabinete Técnico Local, e para a autarquia de Vila Real de Santo António, o Gabinete de Recuperação da Zona de Sertão, em Monte Gordo. Foi igualmente membro da Comissão Consultiva do Planeamento Director no Concelho de Faro, e elaborou variados estudos e projectos de arquitectura e urbanismo por todo o país, como a Análise de Situação, Diagnóstico e Processo de Tendência do Desenvolvimento de Mértola, alguns estudos de reabilitação urbana e planos parciais sobre Lagos e Faro, e vários trabalhos sobre Lisboa.
Participou em vários encontros, como conferências e exposições individuais, sobre a temática do planeamento regional e urbano e reabilitação urbana, tendo publicado vários artigos na imprensa sobre estes temas. Escreveu para o Jornal de Lagos, e as revistas Algarve Magazine e Arquitectura. Elaborou os textos de apoio para as exposições Lagos na Época dos Descobrimentos e Lagos Elevação a Cidade. Em 1992, publicou o livro Lagos, Evolução Urbana e Património.
Defensor da importância do património e da história de Lagos, dirigiu, a partir de 1985, a requalificação do centro administrativo desta cidade, pela qual recebeu o prémio Categoria A. Também foi responsável pelos estudos de ordenamento para a zona ribeirinha e o Parque das Freiras, e o Plano de Pormenor e de Arranjo Urbanístico para o Centro Administrativo da Cidade de Lagos. Também promoveu a reabilitação de vários edifícios, tanto privados como da autarquia, destacando-se a intervenção na  Casa do Espingardeiro. Planeou igualmente a Fonte das Oito Bicas, um fontanário na rua Garret, inspirado numa estrutura similar do Século XVI.

### Falecimento
Rui Mendes Paula faleceu em 1996, na cidade de Lagos.

## Homenagens
O Armazém do Espingardeiro, um núcleo museológico inaugurado em Outubro de 2008, foi-lhe dedicado, tendo sido representado na cerimónia de inauguração pelo seu filho, Frederico Paula.
Em 1994, foi condecorado pela Associação Nacional dos Arquitectos Portugueses.